# Sergio Endrigo
Sergio Endrigo (Pula, 15 juni 1933 - Rome, 7 september 2005) was een beroemde Istrisch-Italiaanse zanger en liedjesschrijver.
De in Istrië geboren artiest werd vaak vergeleken met Gino Paoli, Fabrizio De André, Luigi Tenco en Bruno Lauzi: de zogenoemde auteurs van de "Genua School".
Met het lied Canzone per te - gezongen samen met Roberto Carlos - was hij in 1968 de winnaar van het San Remo Music Festival. Datzelfde jaar vertegenwoordigde hij Italië tijdens het Eurovisiesongfestival met het lied Marianne.
Hij wordt het meest vereenzelvigd met zijn klassieker "Io che amo solo te".